# Charles Amable Lenoir
Charles Amable Lenoir (* 22. Oktober 1860 in Châtellaillon; † 1. August 1926 in Paris) war ein französischer Maler. Wie sein Mentor William Adolphe Bouguereau war er ein akademischer Maler und malte sowohl Porträts als auch mythologische und religiöse Szenen mit großem Erfolg.

## Leben

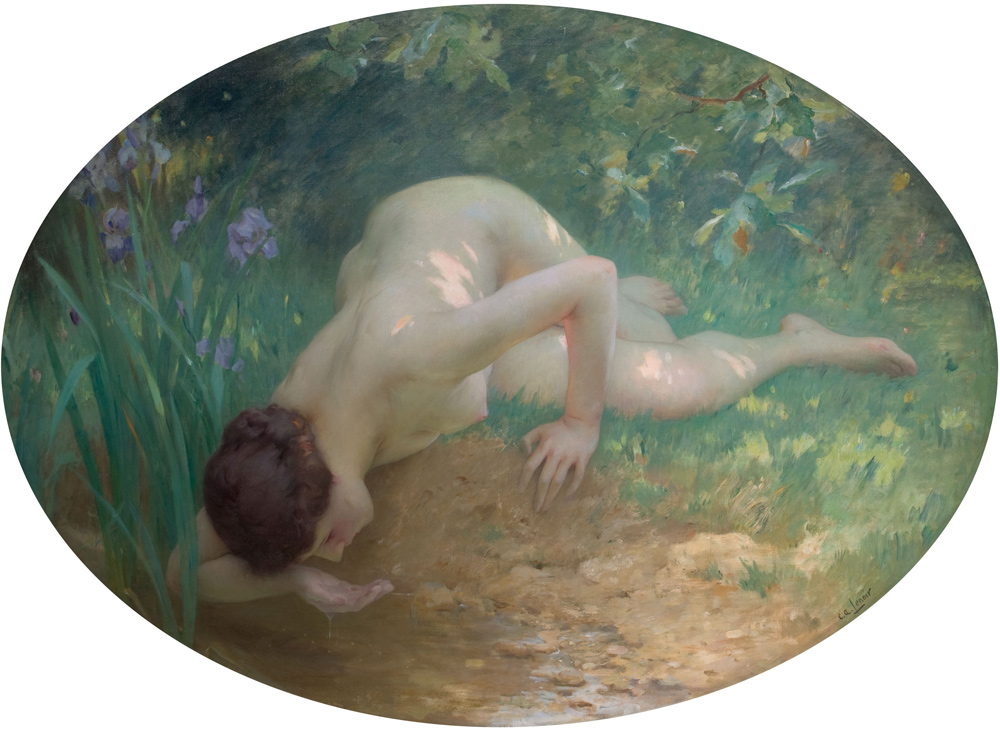
Die Badende

Lenoirs Mutter war Näherin und sein Vater war Zollbeamter. Als er noch klein war, wurde sein Vater versetzt und die Familie zog nach Fouras. Er begann sein Leben nicht als Künstler, sondern besuchte stattdessen ein Lehrerseminar in La Rochelle. Nach seinem Abschluss arbeitete er als Lehrer und Aufseher am Lycée in Rochefort.
Im August 1883 wurde er an der École des Beaux-Arts in Paris aufgenommen. Er wurde auch Mitglied der Académie Julian, wo er Schüler von William Adolphe Bouguereau und Tony Robert-Fleury war. Lenoir debütiert 1887 auf dem Salon und stellt dort bis zu seinem Tod aus. Er wurde in der Kunstwelt schnell wahrgenommen und gewann 1889 den Zweiten Prix de Rome für sein Gemälde Jesus und der Gelähmte und im folgenden Jahr den Ersten Prix de Rome für Die Verleugnung des heiligen Petrus.
Er erhielt nicht nur den Prix de Rome, sondern auch Preise für seine in den Salons ausgestellten Werke. 1892 erhielt er eine Medaille dritter Klasse für das Bild Der Speicher mit zwanzig Jahren und 1896 eine Medaille zweiter Klasse für Sapphos Tod. Im Jahr 1900 gewann er auf der Weltausstellung in Paris eine Bronzemedaille für Die Ruhe, ein Gemälde seiner neuen Frau Eugénie Lucchesi.
Als Anerkennung seiner anhaltenden Beliebtheit wurde Lenoir 1903 zum Ritter der Ehrenlegion ernannt. 
Er unterhielt ein Haus in Fouras und kehrte jeden Sommer dorthin zurück. Er wurde am 4. August 1926 dort beigesetzt und 1937 zu seinem Gedenken dort ein Denkmal errichtet, das bis heute steht.

## Galerie

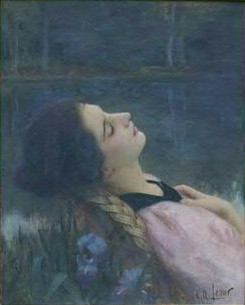
Ruhe
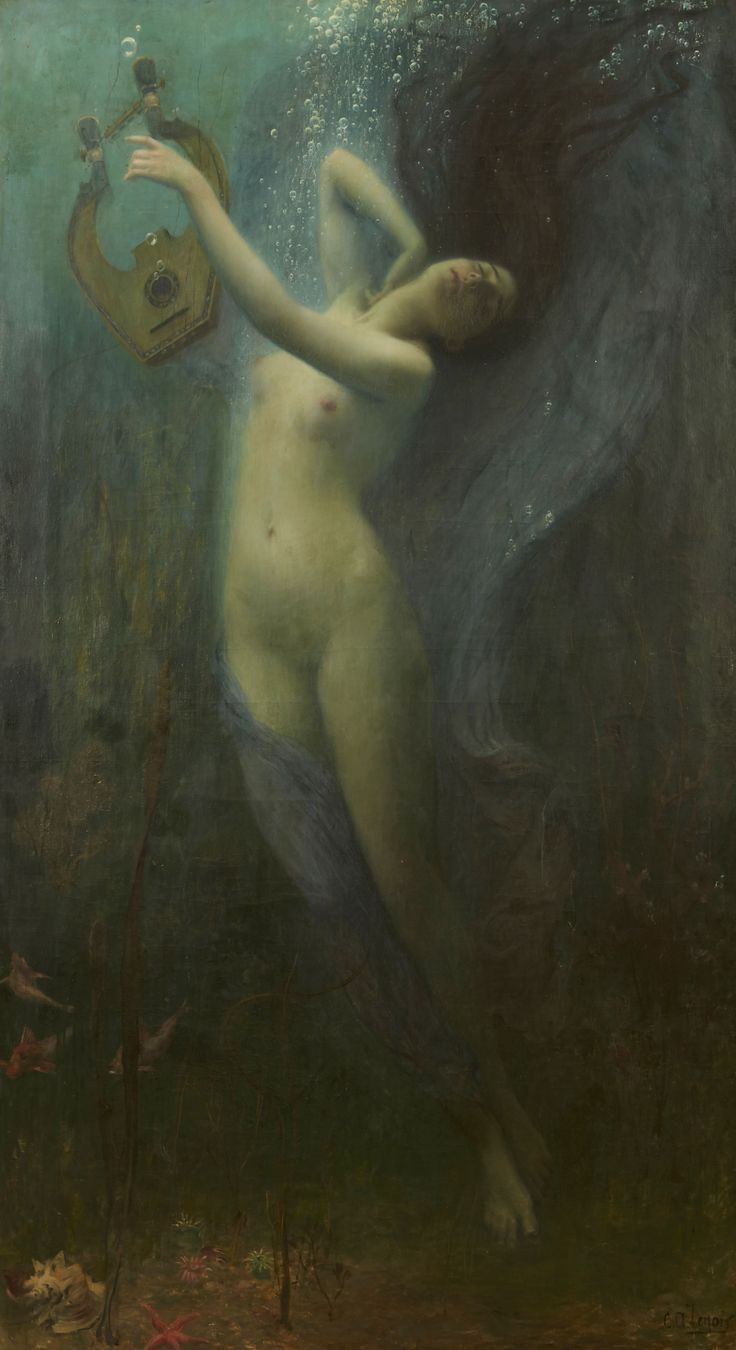
Sapphos Tod
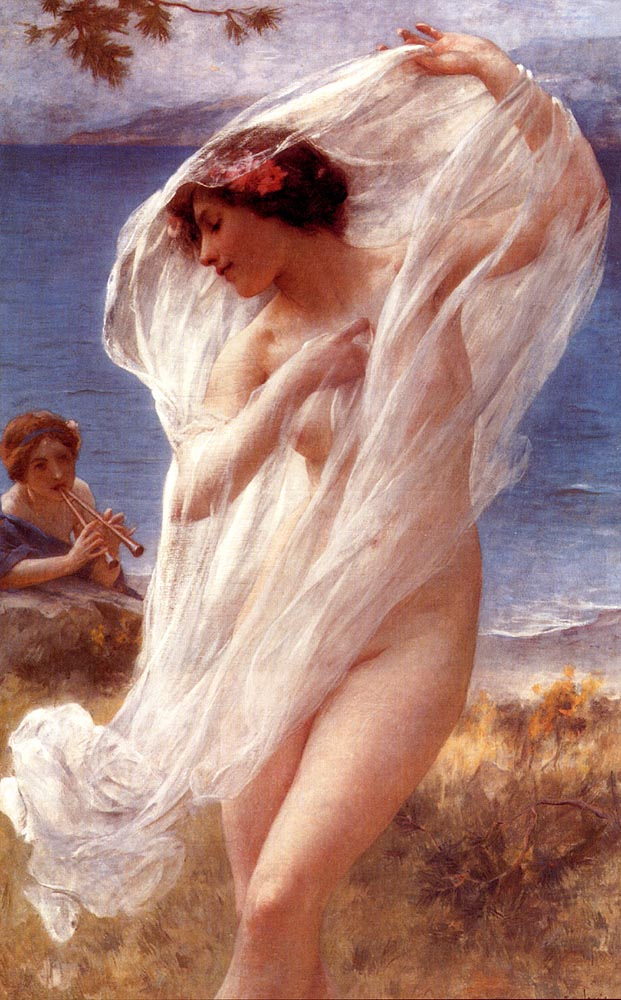
Tanz bei der See
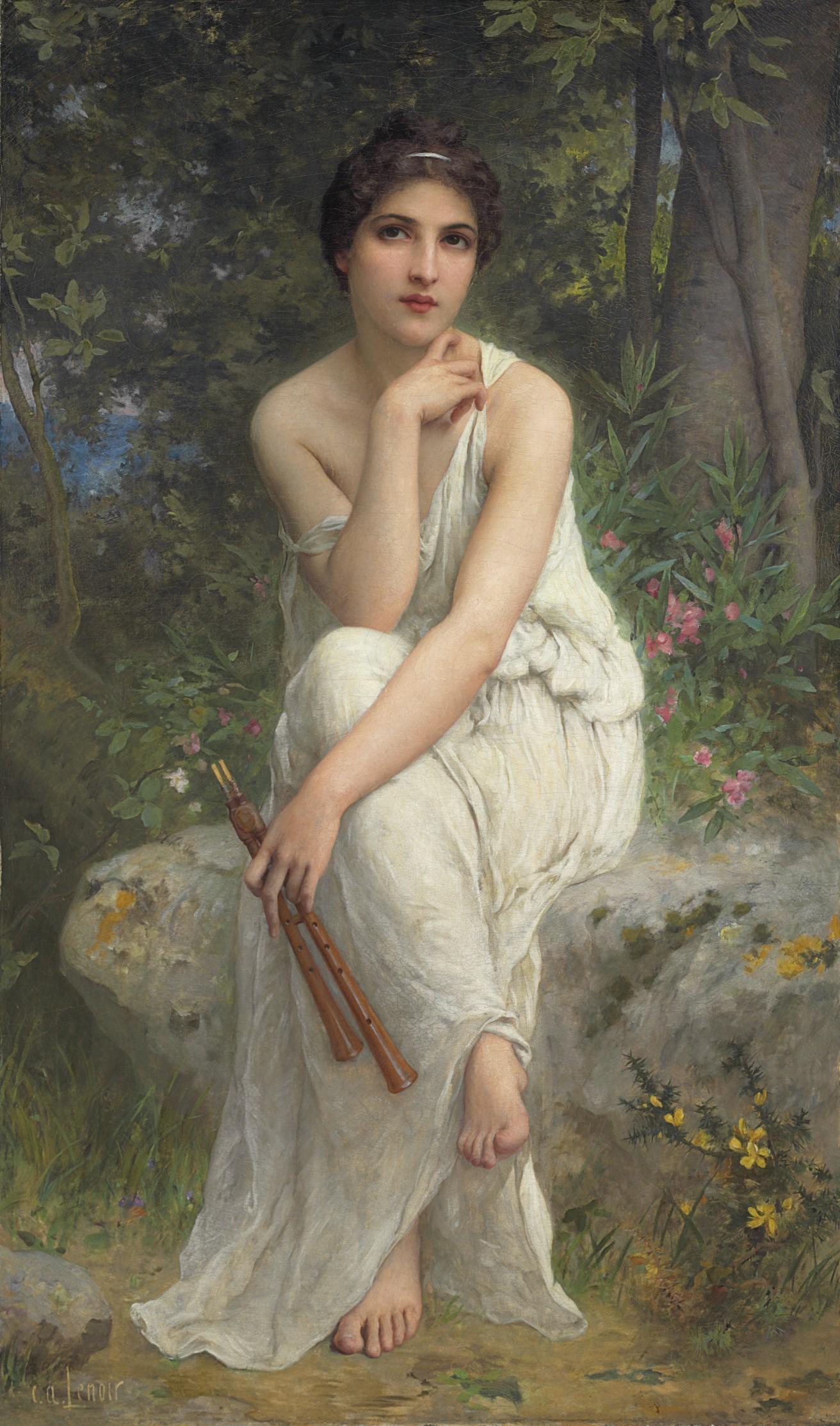
Die Flötenspielerin